# Occupazione tedesca dei Paesi baltici

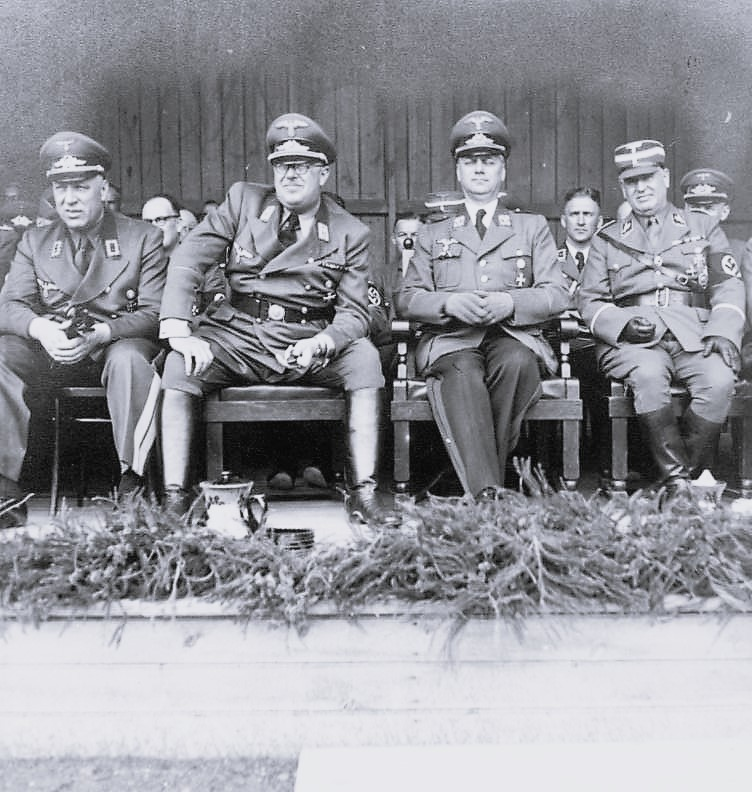
Il commissario generale della Lettonia Otto-Heinrich Drechsler, il commissario del Reich dell'Ostland Hinrich Lohse, il ministro del Reich addetto agli stati orientali occupati Alfred Rosenberg e l'ufficiale delle SS Eberhard Medem nel 1942

L'occupazione tedesca dei Paesi baltici avvenne durante l'operazione Barbarossa del 1941 e durò fino al 1944. Inizialmente, molti estoni, lettoni e lituani accolsero i reparti militari della Germania nazista alla stregua di liberatori dall'Unione Sovietica, che si era macchiata di crimini e deportazioni (vedi deportazioni sovietiche dalla Lituania, dalla Lettonia e dall'Estonia). I popoli baltici speravano nel ripristino dell'indipendenza, mentre invece i tedeschi istituirono un governo provvisorio. Durante l'occupazione i tedeschi si macchiarono di vari crimini, quali fenomeni di discriminazione, stragi e deportazioni di massa.

## Amministrazione tedesca
I tedeschi accettarono di lasciare gli Stati baltici, ad eccezione della Lituania (in seguito fu ceduta in cambio di due regioni polacche ricche di petrolio), in mano alla sfera di influenza sovietica nel patto Molotov-Ribbentrop del 1939. Nello stesso anno, si registrò un impressionante tasso di emigrazione dei tedeschi baltici. Tra ottobre e dicembre 1939 13.700 persone partirono dall'Estonia e 52.583 dalla Lettonia: queste si reinsediarono in territori polacchi incorporati dalla Germania nazista. L'estate seguente, nel 1940, i sovietici occuparono e annessero tutti e tre gli Stati. Quando il 22 giugno 1941 i tedeschi avviarono l'operazione Barbarossa, Mosca aveva già attuato politiche di sovietizzazione in precedenza, inclusa una prima deportazione di massa il 14 giugno, appena otto giorni prima, con il risultato che la maggior parte dei baltici accolse con calore le forze armate tedesche quando attraversarono le frontiere della Lituania.
In Lituania scoppiò una rivolta scoppiò il primo giorno del conflitto tra le due superpotenze e fu istituito un governo provvisorio. Mentre le truppe tedesche si avvicinavano a Riga e Tallinn, ci furono tentativi di ripristinare governi nazionali, nella speranza che i tedeschi avrebbero garantito autonomia politica nel Baltico. Tali propositi presto svanirono e la cooperazione nel Baltico con i nazisti divenne meno frequente o cessò del tutto. Una fetta consistente delle popolazioni locali si ribellò al regime nazista quando la Germania trasformò gli stati baltici - fatta eccezione per il territorio di Memel (Klaipėda), annesso allo Stato teutonico nel 1939 - e la maggior parte della Bielorussia nel Reichskommissariat Ostland, una suddivisione amministrativa in cui i principali quattro gruppi etnici (ovvero lituani, estoni, lettoni e bielorussi) non accedevano a cariche istituzionali. Hinrich Lohse, un politico nazista, divenne Reichskommissar fino a quando fuggì di fronte all'avanzata dell'Armata Rossa nel 1944. Inoltre, il terzo Reich respinse categoricamente la possibilità futura di ricostituzione degli stati baltici futuro, poiché si dichiarò unilateralmente successore legittimo di tutti e tre i Paesi baltici, nonché dell'Unione Sovietica, la quale si prevedeva sarebbe capitolata con l'invasione tedesca.
La politica tedesca nell'area fu rigida, a partire dalle esecuzioni di massa precedenti alla Shoah condotte dalle Einsatzgruppen contro la popolazione ebraica. Il resto dei popoli baltici era ritenuto dai nazisti "una razza morente" da "sostituire con un popolo più dinamico", cioè i tedeschi. Il piano principale dei nazisti per la colonizzazione dei territori conquistati nell'est, denominato Generalplan Ost, prevedeva la deportazione in grandi gruppi di circa due terzi della popolazione nativa dai territori degli Stati baltici in caso di vittoria tedesca. L'un terzo rimanente doveva essere sterminato in loco, adoperato in lavori forzati o germanizzato se ritenuto sufficientemente "ariano": al contempo, centinaia di migliaia di coloni tedeschi sarebbero stati incentivati a trasferirsi nei territori conquistati. Come spiegò Adolf Hitler in una conferenza del 16 luglio 1941, gli stati baltici dovevano essere annessi alla Germania il più presto possibile e alcuni ideologi nazisti suggerirono di rinominare l'Estonia Peipusland e la Lettonia Dünaland nel momento in cui sarebbero state rese province tedesche. Ad ogni modo, nel corso della guerra il principale bersaglio delle politiche razziali naziste furono gli ebrei e non tanto i popoli baltici.
Verso la fine del conflitto, quando già appariva evidente la Germania sarebbe stata sconfitta, molti locali si unirono nuovamente ai tedeschi. La speranza era che, impegnandosi in una simile guerra, i Paesi baltici avrebbero attirato gli occhi del mondo sulla loro lotta nell'indipendenza contro l'URSS. Con questo spirito in Lettonia si formò clandestinamente il 13 agosto 1943 il Consiglio centrale nazionalista della Lettonia. Un analogo organo, il Comitato supremo per la liberazione della Lituania, prese vita il 25 novembre 1943. Nel marzo del 1944, nacque, sempre sottobanco, anche il Comitato nazionale della Repubblica dell'Estonia.

## Occupazione nazista dell'Estonia
Dopo che la Germania nazista invase l'Unione Sovietica il 22 giugno 1941, la Wehrmacht raggiunse l'Estonia a luglio. I tedeschi si appropriarono di molte risorse del Paese per lo sforzo bellico e diedero luogo all'Olocausto. L'Estonia fu incorporata nell'Ostland. Ciò convinse molti estoni che rifiutarono di schierarsi con i nazisti a combattere con l'esercito finlandese per combattere l'Unione Sovietica. Il Reggimento di fanteria finlandese 200 (soomepoisid - "Ragazzi della Finlandia") fu formato da volontari estoni nel Paese scandinavo. Svariati estoni furono invece reclutati dalle forze armate tedesche: alcuni di essi vennero accorpati alla 20. Waffen-Grenadier-Division der SS. La maggior parte dei baltici si unì nel 1944, quando la minaccia di una nuova invasione dell'Estonia da parte dell'Armata Rossa diventò più verosimile ed era chiaro che la Germania non avrebbe vinto la guerra.
Nel gennaio del 1944, il fronte si spostò quasi fino all'ex confine estone: nello stesso periodo, Narva venne evacuata. Jüri Uluots, l'ultimo primo ministro della Repubblica di Estonia indipendente prima dell'occupazione sovietica nel 1940, effettuò in qualità di privato cittadino una comunicazione radiofonica in cui incoraggiava tutti gli uomini nati dal 1904 al 1923 in grado di combattere ad unirsi all'esercito. Tale presa di posizione rappresentò un cambiamento rispetto agli anni precedenti, poiché prima di Uluots si era opposto all'ipotesi di una mobilitazione estone. La chiamata alle armi trovò riscontro in tutto il Paese: i ben 38.000 volontari rallentarono le procedure di coscrizione (saliti a 50.000 entro la fine dell'anno). Diverse migliaia di estoni che si erano arruolati nell'esercito finlandese tornarono navigando attraverso il golfo di Finlandia per unirsi alla nuova Forza di difesa territoriale, incaricata di difendere l'Estonia contro l'avanzata sovietica. Ci si augurava che, impegnandosi in una simile guerra, l'Estonia sarebbe stata in grado di attirare il sostegno occidentale per la causa dell'indipendenza dell'Estonia dall'URSS, riuscendo quindi a raggiungere l'indipendenza dopo che fossero stati respinti i tedeschi.

## Occupazione nazista della Lettonia
Entro il 10 luglio 1941, le forze armate tedesche avevano occupato tutto il territorio della Lettonia. La Lettonia divenne parte del Reichskommissariat Ostland nota come Provincia Generale della Lettonia (Generalbezirk Lettland). Chiunque avesse disobbedito al regime di occupazione tedesco o avesse collaborato con il regime sovietico sarebbe stato ucciso o inviato in campi di concentramento.
Immediatamente dopo la costituzione dell'amministrazione tedesca (primi giorni del luglio 1941), iniziò un processo di eliminazione delle comunità ebraiche e gitane: uno degli episodi più clamorosi avvenne a Rumbula. Le uccisioni furono commesse dall'Einsatzgruppe A, dalla Wehrmacht o da reparti speciali (è il caso di Liepāja), nonché da collaborazionisti lettoni, tra cui i 500–1.500 membri del famigerato Sonderkommando Arajs (o Commando Arājs), che da soli uccisero circa 26.000 ebrei e 2.000 o più membri lettoni della SD. Alla fine del 1941 quasi tutta la popolazione ebraica era stata sterminata. Inoltre, circa 25.000 semiti vennero trasferiti in Germania, Austria e odierna Repubblica Ceca, di cui circa 20.000 furono uccisi.
La popolazione lettone non morì solo sul campo di battaglia. Dal 1941 al 1944 i tedeschi sterminarono 18.000 lettoni, circa 70.000 ebrei e 2.000 zingari, per un totale di circa 90.000 persone. I lettoni morti erano perlopiù civili il cui orientamento politico cozzava con gli obiettivi dei nazisti. Gli occupanti tentarono di coinvolgere la popolazione locale nei crimini di guerra fomentando il sentimento antisemita e antizigano. Proprio per perseguire tale disegno, si costituirono unità di autodifesa lettone, unità di polizia di sicurezza e unità ausiliarie della SD le quali includevano i volontari che svolgevano parte della campagna repressiva.
Nel 1943 e nel 1944 si formarono due divisioni delle Waffen SS composte da volontari lettoni per fronteggiare l'Armata Rossa.
Un gran numero di lettoni si unì in gruppi di resistenza e si contavano essenzialmente tre fazioni: i filo-sovietici, che contrastavano i nazisti e desideravano il ritorno dei russi; i filo-nazisti, i quali perseguivano gli scopi opposti ai filo-sovietici; gli indipendentisti, contrari sia all'occupazione tedesca che alla prospettiva di una nuova occupazione sovietica.

## Occupazione nazista della Lituania

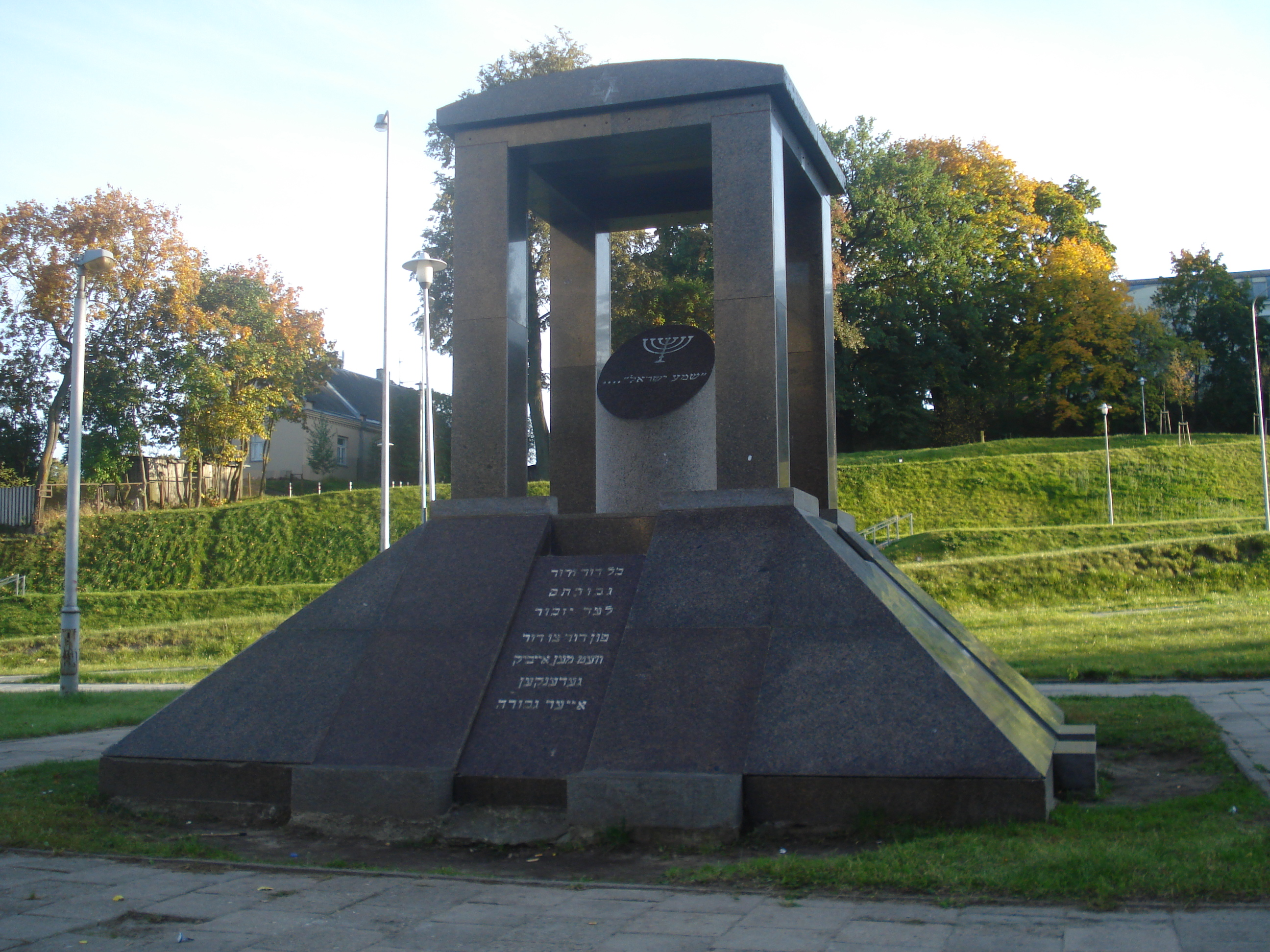
Un memoriale dell'Olocausto vicino al sito del campo di lavoro forzato HKP 562 in via Subačiaus, Vilnius

L'occupazione della Lituania da parte della Germania nazista avvenne dall'inizio dell'invasione tedesca dell'Unione Sovietica alla fine della battaglia di Memel (dal 22 giugno 1941 al 28 gennaio 1945). In concomitanza con l'avanzata tedesca avvenne una rivolta che coinvolse gran parte della nazione e fu costituito un governo provvisorio.
Particolarmente drammatica fu la persecuzione degli ebrei lituani. Prima dell'occupazione nazista, la Lituania era la patria di circa 220.000 o 250.000 ebrei ed era uno dei più grandi centri di teologia, filosofia e apprendimento ebraici che erano persino antecedenti all'epoca in cui visse Gaon di Vilna (si parlava di Vilnius come della Gerusalemme lituana). Si stima che l'80% degli ebrei lituani fosse stato ucciso prima o subito entro i primi mesi del 1942, molti da o con la complicità dei lituani organizzati in battaglioni di polizia (ad esempio il Fronte attivista lituano). Anche in Lituania si assistette alla costituzione di gruppi di resistenza contrari ai sovietici, ai nazisti o ad entrambi.

## Conseguenze
L'Unione Sovietica rioccupò i tre Paesi come parte dell'offensiva baltica, un'operazione di duplice importanza sia dal punto di vista politico che militare per sconfiggere le forze tedesche e per "liberare i popoli baltici sovietici" nel 1944-1945. Alla fine del conflitto, le conseguenze furono molto pesanti dal punto di economico e demografico. Immediatamente dopo la rioccupazione, tornarono nuovamente in vita la RSS Estone, la RSS Lettone e la RSS Lituana.
L'Estonia risentì del conflitto per il numero di uomini impiegati e per il numero di civili che persero la vita durante le varie occupazioni. Gli estoni erano già stati pesantemente colpiti rispetto agli altri due stati dalla deportazione di giugno, quando furono deportati in 61.000 (mentre in Lettonia 34.250 e in Lituania 39.000: il numero più alto si attribuisce al fatto che l'occupazione durò di più).
Le perdite della seconda guerra mondiale in Lettonia furono tra le più alte in Europa. Secondo ricostruzioni approssimative, a seguito della seconda guerra mondiale la popolazione della Lettonia diminuì di mezzo milione (il 25% in meno rispetto al 1939). I danni per l'economia causati a questo Paese furono davvero ingenti: molte città storiche furono rase al suolo, l'industria era stata azzerata e le infrastrutture erano divenute assolutamente precarie.
Gli storici hanno tentato di quantificare le perdite e i cambiamenti della popolazione, ma il compito è stato complicato dalla mancanza di dati precisi e affidabili. Per quanto riguarda la Lituania, si pensi al fatto che sono stati eseguiti censimenti da quello lituano del 1923 (quando si contavano 2.028.971 abitanti) a quello sovietico del 1959 (quando la Lituania aveva 2.711.000 residenti). Vari autori, pur fornendo diverse suddivisioni, generalmente concordano sul fatto che la riduzione della popolazione tra il 1940 e il 1953 fu di più di un milione di persone o un terzo della popolazione prebellica. Questo numero è stato estrapolato sulla base di tre fattori: vittime dell'Olocausto, vittime di repressioni sovietiche e rifugiati o rimpatriati.